# Raoul Greiner
Raoul Rodolfo Grenier (Fiume, 12 agosto 1901 – 4 dicembre 1992) è stato un calciatore italiano, di ruolo difensore.

## Carriera
Inizia la carriera nell'Esperia Fiume, con cui rimane fino al 1923, anno in cui viene tesserato dal Club Sportivo Gloria di Fiume, con cui gioca per tre stagioni consecutive, due delle quali in Seconda Divisione (la terza serie italiana dell'epoca).
Nel 1926 il Gloria ed il Club Sportivo Olympia si fondono, dando vita alla Fiumana, con cui Greiner gioca per due stagioni consecutive in Prima Divisione (la seconda serie dell'epoca), per un totale di 12 presenze. Nella stagione 1928-1929 gioca 24 partite in Divisione Nazionale, la massima serie dell'epoca; la Fiumana, avendo chiuso il campionato al 14º posto in classifica nel girone B, a fine anno viene inclusa nel successivo campionato di Serie B, nel quale Greiner gioca 4 partite, per poi ritirarsi a fine stagione.